# Pangasius larnaudii
Pangasius larnaudii es una especie de peces de la familia Pangasiidae en el orden de los Siluriformes.

## Morfología
• Los machos pueden llegar alcanzar los 130 cm de longitud total y los 4.620 g de peso.

## Alimentación
Se alimenta de  camarones, peces  pequeños, gasterópodos y  plantas.

## Distribución geográfica
Se encuentran en Asia: cuencas de los ríos Mekong y Chao Phraya.

## Costumbres
Entra en los bosques inundados y realiza migraciones en las llanuras aluviales al comienzo de la temporada de inundaciones.